# Episodi di Colombo (terza stagione)
La terza stagione della serie televisiva Colombo, composta da 8 episodi, è stata trasmessa sul canale statunitense CBS dal 23 settembre 1973 al 5 maggio 1974.
In Italia è stata trasmessa sulle reti Rai 2 e Rete 4 dal 21 settembre 1977 al 20 maggio 1987.
| nº | Titolo originale        | Titolo italiano              | Prima TV USA      | Prima TV Italia   |
| -- | ----------------------- | ---------------------------- | ----------------- | ----------------- |
| 1  | Lovely but Lethal       | Bella ma letale              | 23 settembre 1973 | 28 marzo 1982     |
| 2  | Any Old Port in a Storm | L'uomo dell'anno             | 7 ottobre 1973    | 17 gennaio 1982   |
| 3  | Candidate for Crime     | Candidato per il crimine     | 4 novembre 1973   | 27 dicembre 1981  |
| 4  | Double Exposure         | Alibi calibro 22             | 16 dicembre 1973  | 14 agosto 1978    |
| 5  | Publish or Perish       | Un killer venuto dal Vietnam | 18 gennaio 1974   | 11 aprile 1982    |
| 6  | Mind over Mayhem        | L'omicidio del professore    | 10 febbraio 1974  | 21 settembre 1977 |
| 7  | Swan Song               | Il canto del cigno           | 3 marzo 1974      | 14 marzo 1982     |
| 8  | A Friend in Deed        | Un amico da salvare          | 5 maggio 1974     | 20 maggio 1987    |

## Bella ma letale
- Titolo originale: Lovely but Lethal
- Diretto da: Jeannot Szwarc
- Scritto da: Jackson Gillis

### Trama
Viveca Scott, magnate dell'industria cosmetica, ha brevettato una crema che rimuove i segni delle rughe dal viso. La formula per ricreare il sensazionale prodotto viene rubata da Karl Lessing, amante e dipendente dell'imprenditrice. Lessing intende ricattare la donna minacciandola di vendere la formula della crema a David Lang, suo concorrente di sempre. Lessing viene trovato morto nel suo appartamento, a Colombo sono affidate le indagini.
- Guest star: Vera Miles (Viveca Scott), Martin Sheen (Karl Lessing), Vincent Price (David Lang), Sian Barbara Allen (Shirley Blaine)

## L'uomo dell'anno
- Titolo originale: Any Old Port in a Storm
- Diretto da: Leo Penn
- Scritto da: Stanley Ralph Ross

### Trama
Adrian Carsini è un produttore di vini pregiati della California, che ha dedicato tutta la sua vita al vino, diventandone un esperto ed assaggiatore di livello mondiale, frequentatore di ristoranti e club esclusivi, richiesto conferenziere in materia, assiduo partecipante ad aste ove vengono battute a prezzi da capogiro bottiglie d'antan dei vini più pregiati. Per tali ragioni sta per essere nominato uomo dell'anno da una prestigiosa rivista nell'industria vinicola. Il fratello Enrico invece, molto più giovane di lui, è di tutt'altra pasta: dongiovanni incallito, l'oggetto delle sue attenzioni sono le belle donne, le auto sportive e la pesca subacquea, attività costose per cui è sempre a corto di denaro. Enrico annuncia al fratello che sta per sposarsi e che vuole vendere i preziosi vigneti di sua proprietà, con i quali Adrian produce il suo vino. Dopo una violenta discussione Adrian perde le staffe e lo colpisce in testa facendolo svenire. Decide quindi di nasconderlo in cantina, un'enoteca sotterranea zeppa di bottiglie pregiate tenute alla temperatura ideale per la conservazione ottimale del loro contenuto. Qui lascia il fratello legato e, staccando il condizionatore che regolava temperatura e circolazione dell’aria, lo condanna a morire asfissiato di lì a qualche giorno. Poi va a prendere la Ferrari del fratello, la cela nel suo garage personale nel fabbricato aziendale, quindi parte in aereo per un ciclo d'incontri sulla costa orientale degli Stati Uniti, sicuro di essersi procurato un alibi a prova di bomba. Di ritorno dopo una settimana, nottetempo, veste il cadavere con muta subacquea e accessori trovati nel portabagagli della Ferrari, lo carica in auto e si reca lungo la costa del Pacifico, lo getta in mare e torna a casa lasciando la Ferrari incustodita sulla strada, come se il fratello l'avesse parcheggiata lì prima d'immergersi. Colombo, incaricato delle indagini dopo che il cadavere viene ritrovato in mare dalla Guardia costiera, non è convinto dall'ipotesi dell'incidente ed inizia ad incalzare sempre più Adrian, che aveva il movente più plausibile per l'omicidio.
- Guest star: Donald Pleasence (Adrian Carsini), Julie Harris (Karen Fielding), Gary Conway (Enrico Carsini)

## Candidato per il crimine
- Titolo originale: Candidate for Crime
- Diretto da: Boris Sagal
- Scritto da: Irving Pearlberg, Alvin R. Friedman, Roland Kibee e Dean Hargrove

### Trama
Nelson Hayward, in corsa per un seggio al Senato degli Stati Uniti, uccide il suo collaboratore Harry Stone perché s'intromette nelle sue vicende personali. Organizza l'omicidio simulando uno scambio di persone perché nei giorni precedenti aveva ricevuto minacce di morte. Riesce a convincere il suo collaboratore a indossare i suoi abiti per poter sfuggire al controllo delle sue guardie di sicurezza e a recarsi al suo cottage al mare con la scusa di organizzare la festa di compleanno della moglie. Lo raggiunge al cottage, gli spara e gli sostituisce l'orologio, posticipa l'orario e lo rompe facendo in modo che si fermi sulle ore 21:20 per potersi creare un alibi. Raggiunge casa sua alle ore 20:30, dove gli amici lo aspettano per fare una sorpresa alla moglie. Alle ore 21:23 telefona in modo anonimo alla polizia perché scoprano il delitto. Colombo si trova coinvolto e gli viene affidato il caso. Subito nota alcuni particolari che non quadrano come ad esempio il motore dell'auto che ha utilizzato l'assassinato per recarsi al cottage che risulta freddo nonostante il poco tempo passato, l'orologio troppo delicato rispetto al tipo di abbigliamento e alle abitudini di Stone, il fatto che Hayward ha ordinato una nuova giacca uguale a quella prestata per l'omicidio prima che questo avvenisse, la mancanza d'illuminazione sulla scena del delitto, l'orario della telefonata, troppo vicina all'ora dell'omicidio e senza alcun telefono nelle vicinanze. Il tenente ha solo dei sospetti ma incalza Hayward, entra nella sua scorta, capisce che la segretaria della moglie è la sua amante. Hayward comincia a sentirsi braccato e inscena un attentato nei suoi confronti: prima di andare a votare con la moglie si reca in una camera da letto con la scusa di telefonare, con la stessa pistola munita di silenziatore spara attraverso la vetrata in direzione della scrivania. Quando torna si reca nella stanza e con un petardo simula uno sparo. Colombo che dalla stanza vicina aveva notato che non erano state fatte telefonate, mentre la stanza è vuota recupera la pallottola dal muro e incastra l'assassino.
- Guest star: Jackie Cooper (Nelson Hawyard), Ken Swofford (Harry Stone), Joanne Linville (Victoria Vickie Hayward), Tisha Sterling (Linda Johnson.)

## Alibi calibro 22
- Titolo originale: Double Exposure
- Diretto da: Richard Quine
- Scritto da: Stephen J. Cannell

### Trama
Bart Keppel, dottore specialista in ambito pubblicitario, molto ferrato in materia di messaggi subliminali, è anche un ricattatore che minaccia di estorcere denaro alle sue vittime tramite scandali riguardanti le loro vite private. L'ultima vittima, Victor Norris, minaccia di denunciarlo e subito dopo viene ritrovato cadavere nel corridoio di una sala di proiezione cinematografica. Colombo crede che Keppel possa essere coinvolto nell'omicidio
- Guest star: Robert Culp (Bart Kneppel), Robert Middleton (Victor Norris), Chuck McCann (Roger White)

## Un killer venuto dal Vietnam
- Titolo originale: Publish or Perish
- Diretto da: Robert Butler
- Scritto da: Peter S. Fischer

### Trama
L'editore Riley Greenleaf ha un diverbio con il suo più prolifico scrittore, Allen Mallory, in quanto quest'ultimo vorrebbe affidare le sue opere ad un'altra casa editrice, per questo motivo Greenleaf assume un ex detenuto esperto di bombe, Eddie Kane per uccidere Mallory. Cosi Kane esegue l'ordine, uccidendo Mallory nel suo ufficio, e Colombo nota subito che gli indizi sulla scena del delitto sembrano essere stati collocati con lo scopo di depistare le indagini dal vero colpevole, e Greenleaf, successivamente uccide Kane per impedire di fare il suo nome.
- Guest star: Jack Cassidy (Riley Greenleaf), Mickey Spillane (Allen Mallory), John Davis Chandler (Eddie Kane), Mariette Hartley (Eileen McRae)
- Nota. Il personaggio di Allen Mallory fu interpretato dallo scrittore Mickey Spillane, ideatore della serie poliziesca con protagonista il detective Mike Hammer.
- Nota. la colonna sonora è di Billy Goldenberg.

## L'omicidio del professore
- Titolo originale: Mind over Mayhem
- Diretto da: Alf Kjellin
- Scritto da: Steven Bochco, Dean Hargrove e Roland Kibbee

### Trama
Il professor Howard Nicholson scopre che il suo collega, il professor Marshall Cahill, sta escogitando un piano per proteggere il figlio da accuse di plagio. Quest'ultimo ha sottratto i dati di alcune scoperte scientifiche facendole passare come sue. Il senso di giustizia di Nicholson lo porta a voler denunciare l'accaduto, ma prima di poterlo fare muore. Colombo si troverà alle prese con la scienza e la tecnologia, ma nonostante il suo carattere all'antica riuscirà a dare un volto al colpevole.
- Guest star: José Ferrer (Marshall Cahill), Lew Ayres (Howard Nicholson), Robby il robot (MM-7), Jessica Walter (Margaret Nicholson), Lee Montgomery (Steve Spelberg)

## Il canto del cigno
- Titolo originale: Swan Song
- Diretto da: Nicholas Colasanto
- Scritto da: David Rayfiel

### Trama
Edna Brown, moglie del famoso cantante country Tommy Brown, utilizza tutti i soldi guadagnati dal marito durante i suoi spettacoli per finanziare l'apertura di un santuario religioso. Tommy non è d'accordo e i due litigano spesso. Durante un viaggio verso la successiva meta del tour del cantante, l'aereo su cui si trovano lui, la moglie e una delle sue coriste precipita, ma Tommy riesce a salvarsi miracolosamente (mentre Edna e Maryann, una delle coriste, muoiono sul colpo), gettandosi di nascosto con il paracadute. Colombo indaga sulla scena dell'incidente e tra gli indizi scopre elementi che potrebbero far pensare ad una disgrazia non accidentale, ma premeditata. Pur riportando soltanto una frattura ad una gamba, Tommy tenterà in ogni modo di non far scoprire a Colombo che l'incidente aereo era, in realtà, organizzato da lui stesso fin dall'inizio. Decisivo sarà anche un sospetto del tenente in merito all'arrangiamento di un famoso brano dell'artista, ovvero la cover di I saw the light, celebre brano originariamente cantato da Hank Williams.
- Guest star: Johnny Cash (Tommy Brown), Ida Lupino (Edna Basket Brown), John Dehner (Roland Pangborn), Sorrell Booke (J.J. Stringer), Bonnie Van Dyke (Maryann Cobb), Lew Ayres

## Un amico da salvare
- Titolo originale: A Friend in Deed
- Diretto da: Ben Gazzara
- Scritto da: Peter S. Fischer

### Trama
Hugh Caldwell nella sua villa di Bel Air ha strangolato per errore, in un impeto di rabbia, la moglie infedele durante una lite. Si rivolge così al suo amico vicino di casa Mark Halperin, commissario del distretto, il quale si offre di proteggerlo inquinando le prove che ne rivelerebbero la colpevolezza, addossandola a un ladro già attivo nel quartiere. Non molto tempo dopo averlo aiutato, però, il commissario Halperin pretende dall'amico un favore: egli ha affogato la propria moglie nella vasca da bagno per ereditarne le ricchezze, ma per attuare una messinscena ha bisogno di Caldwell. I due escogitano un piano, ma quando Colombo mette assieme tutti gli indizi che collegano i decessi delle due donne, presto riesce a capire chi sono i veri colpevoli.
- Guest star: Richard Kiley (Mark Halperin), Rosemary Murphy (Margaret Halperin), Michael McGuire (Hugh Caldwell)